# Arathorn II.
Arathorn II. (T.A. 2873–2933, zemřel v 60 letech) byl patnáctým náčelníkem Dúnadanů, nástupcem svého otce, Aradora, který byl zabit 2930. Byl otcem Aragorna, Krále Obnoveného království.

## Historie
V posledním roce vlády jeho otce, jakožto náčelníka, si roku 2929 Třetího věku, Arathorn vzal za ženu Gilraen. Tehdy měla pouhých 22 let, takže její otec, Dírhael, manželství odporoval. Také byl varován, že Arathorn nebude žít dlouho. Avšak Gilraenina matka, Ivorwen, byla potěšena s prozíravostí a uvědomovala si, že narozené dítě do tohoto svazku může být nadějí pro Dúnadanský lid. Tím pádem se Arathorn a Gilraen vzali roku 2929
Dalším rokem, 2930, byl Arador, Arathornův otec, zabit Troly a Arathorn se stal po právu náčelníkem. O rok později mu jeho žena, Gilraen, porodila syna, kterého pojmenovali Aragorn. Mladý Aragorn znal  svého otce pouhé dva roky, neboť ten byl roku 2933, při lovu na Skřety zabit šípem, který jej zasáhl do oka. Společnost mu tehdy dělali Elladan a Elohir. Gilraen vzala malého chlapce do Roklinky na výchovu k Elrondovi.
Arathorn II. byl náčelníkem Dúnadanů pouhé tři roky. Jeho nástupcem se stal Aragorn II. a později i Králem Elessarem Obnoveného Království.

## Etymologie
Arathorn byl podle zvyku pojmenován někdejším náčelníku Arathornu I. Jsou tu dvě vysvětlení pro jméno
V dopise napsaném 1972, Tolkien zmínil jméno "Eagle King" (z aran "king" a thoron "eagle", čili "Orlí Král")
Každopádně v práci napsané kolem padesátých let minulého století, Tolkien zmínil jméno "Steadfast King" (z aran "king" a thorn "steadfast", čili "Vytrvalý Král")